# 하크-워푸샨스키-조니우스 정리
하크-워푸샨스키-조니우스 정리(Haag–Łopuszański–Sohnius theorem)는 이론물리학 용어의 하나로, 콜먼-맨듈라 정리를 확장하여, 4차원 시공에서 가능한, 푸앵카레 대칭과 내부 대칭을 섞는 대칭은 초대칭밖에 없다는 정리이다.

## 역사
독일의 루돌프 하크와 폴란드의 얀 워푸샨스키(폴란드어: Jan Łopuszański), 독일의 마르틴 조니우스(독일어: Martin F. Sohnius)가 1975년에 증명하였다.

## 같이 보기
- 초대칭
- 초중력

## 참고 문헌
- R. Haag, J. T. Lopuszanski and M. Sohnius, "All Possible Generators Of Supersymmetries Of The S Matrix 보관됨 2010-10-15 - 웨이백 머신", Nucl. Phys. B 88 (1975) 257.